# Uau (Sudão do Sul)
Uau, ou Wau, é a segunda cidade mais populosa no Sudão do Sul. É a capital de Bar-El-Gazal Ocidental, um dos dez estados que constituem essa república. A cidade de Uau é a sede do Condado de Uau, no qual ela se encontra. A cidade é um centro urbano culturalmente, etnicamente e linguisticamente diversificado, que contém aproximadamente 150 mil habitantes. Seus moradores são pessoas das etnias fertit, dinca, luo e também árabes.

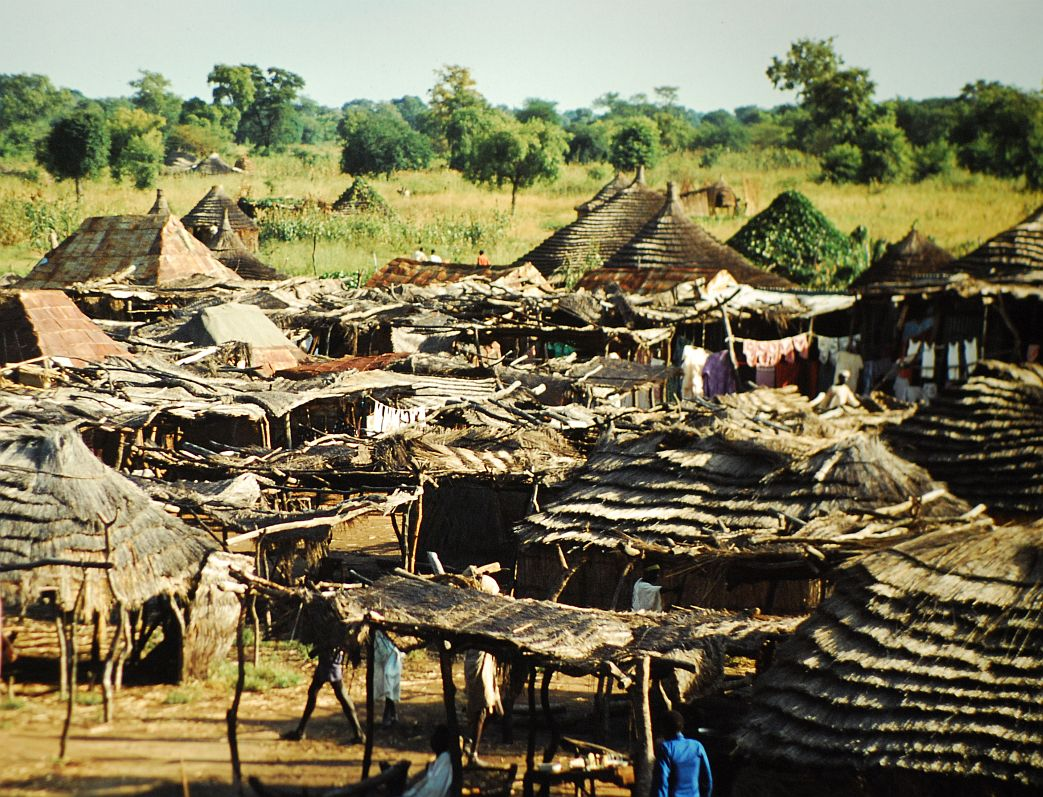
Cabanas na periferia de Uau (2008)

Uau localiza-se a 623 km de distância da capital do Sudão do Sul, Juba.